# Кмитів яр
Кмитів яр — місцевість, яр у районі Татарки, має вигляд улоговини, що проходить від Глибочицької та Татарської вулиць до Багговутівської вулиці.
Існує дві версії походження назви. За однією з них, назва походить від слова «кмет», тобто давньоруський дружинник. За іншою, від прізвища першопоселенця (Кмит), що 1829 року оселився тут. Надалі, у 80-х роках XIX століття, тут було прокладено однойменну вулицю, а місцевість — забудовано приватними садибами. У 1970-і роки забудову знесено, а нижня частина яру знаходиться на території заводу ім. Артема.